# Дили-плаза
Дили-плаза (англ. Dealey Plaza) — городской парк, расположенный в историческом районе Уэст-Энд в центре Далласа, штат Техас, США. Это место часто называют «колыбелью Далласа». Назван в честь газетного издателя, общественного деятеля и филантропа Джорджа Дили. В 1949 году на площади была установлена статуя Дили.
22 ноября 1963 года на Дили-плаза произошло убийство 35-го президента США Джона Фитцджеральда Кеннеди. Президент скончался в мемориальной больнице Паркленд спустя 30 минут после покушения. В 1993 году, к 30-летию этого события, исторический район Дили-плаза получил статус национального исторического памятника. Охранный статус распространяется на саму площадь, прилегающие улицы, а также здания и сооружения, видимые с места покушения, которые были идентифицированы как места нахождения свидетелей или возможные позиции стрелка.

## История

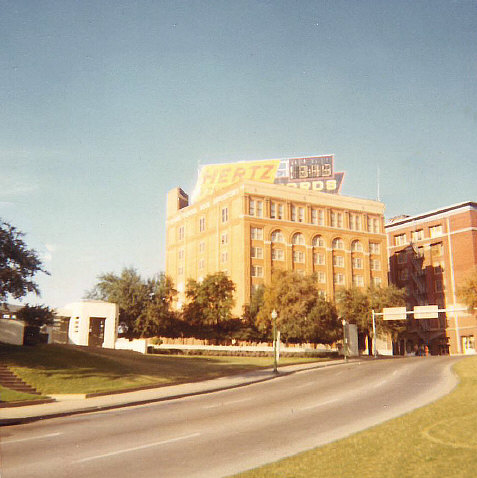
Техасское школьное книгохранилище на Дили-плаза (1969).

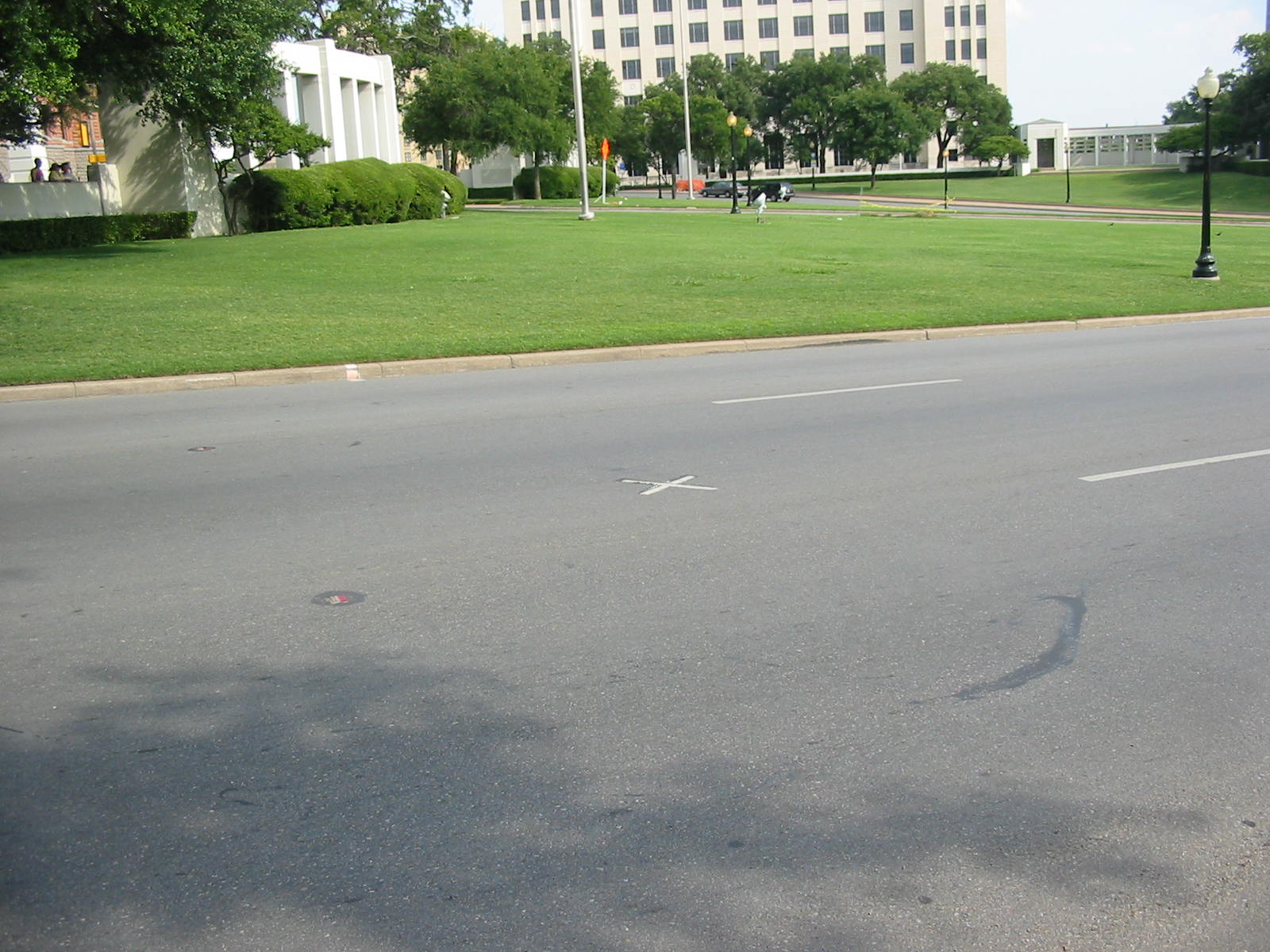
Отметка в месте, где Джон Кеннеди получил смертельное ранение. На заднем плане — колоннада на холме, откуда А. Запрудер заснял убийство на киноплёнку.

Площадь Дили-плаза расположена на территории, подаренной городу Сарой Хортон Кокрелл, одной из первых благотворительниц и предпринимательниц Далласа. Здесь был построен первый жилой дом города, позже служивший первым зданием суда и почты, первым магазином и первой масонской ложей. Это место часто называют «колыбелью Далласа».
Площадь была завершена в 1940 году в рамках проекта Управления промышленно-строительных работ общественного назначения (WPA) на западной окраине центра Далласа. В этом месте сходятся три улицы — Мейн-стрит, Элм-стрит и Коммерс-стрит, проходящие под железнодорожным мостом, известным как «тройной тоннель».
Название площади дано в честь Джорджа Баннермана Дили (1859—1946), общественного деятеля и издателя The Dallas Morning News, который активно выступал за обновление этого района. Монументы по периметру площади, установленные задолго до визита президента Джона Ф. Кеннеди, увековечивают память выдающихся жителей Далласа. Памятник президенту Кеннеди (кенотаф) находится в одном квартале к востоку от Дили-плаза.